# Венеційська синьйорія

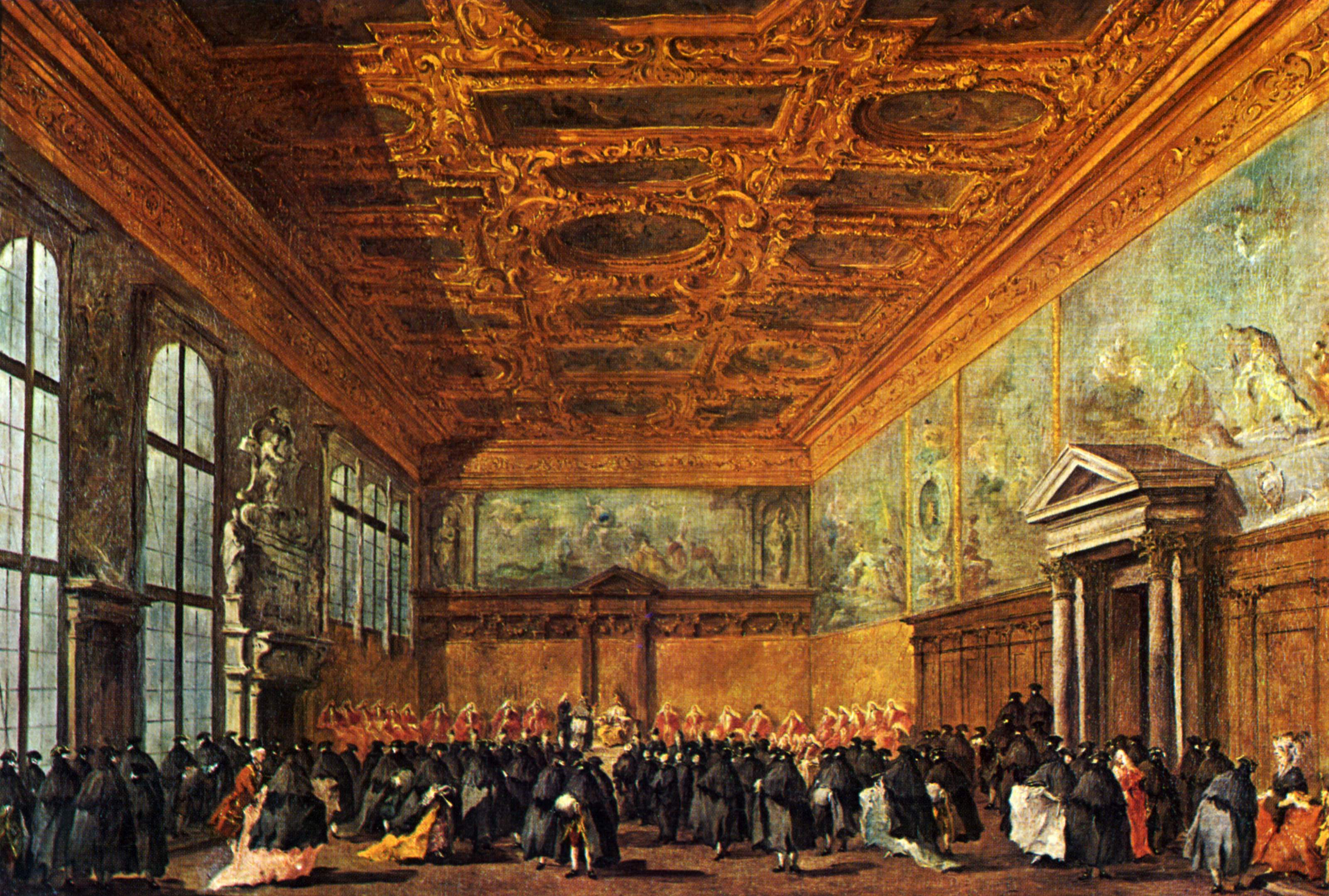
«Аудієнція дожа Венеції в залі Колегіо в Палаццо Дукале». Франческо Гварді, Лувр, Париж

Венеційська синьйорія (італ. Serenissima Signoria) — вищий орган влади Венеційської республіки, що у 1423 році замінив Венеційську комуну. З 12 травня 1462 року Синьйорія була офіційно включена в присягу дожа (італ. Promissione Ducale) Крістофоро Моро. Вона становила головний центр влади Республіки і, зокрема, включала в себе владні повноваження венеційського дожа.
Синьйорію можна розглядати як огран, що складався з дожа та інших вищих посадових осіб, що спільно правили Венеційською республікою.

## Члени Венеційської синьйорії
Складовими елементами Венеційської синьйорії були:
- Дож Венеції (Doxe de Venexia), глава республіки
- Мала рада (Minor Consiglio), створена в 1175 році, яка складалася з 6 радників дожа.
- Три керівники Ради сорока (Quarantia), верховного трибуналу Республіки, створеного в 1179 році.

Дож (від лат. dux — «герцог» або «вождь») був головним магістратом у Венеційській республіці (до 1797 року).
Синьйорія вважалася дуже важливим органом влади, важливішим за самого дожа. Вираз "se l'è morto el Doge, non-l'è morta la Signoria" (Дож помер, але не вмерла Синьйорія) ритуально оголошувався під час церемоній у зв'язку із смертю чергового дожа Венеції.